# Daniel Salmon
Daniel Salmon (París, 3 de desembre de 1940 - Plouha, 1 de febrer de 2017) fou un ciclista francès, que fou professional del 1965 al 1967. Com amateur, va guanyar una medalla de bronze al Campionat del món de Mig fons de 1964 per darrere del neerlandès Jacob Oudkerk i el belga Jean Walschaerts.